# Prognichthys
Prognichthys is een geslacht van straalvinnige vissen uit de familie van vliegende vissen (Exocoetidae). Het geslacht is voor het eerst wetenschappelijk beschreven in 1928 door Breder.

## Soorten
- Prognichthys brevipinnis (Valenciennes, 1847)
- Prognichthys gibbifrons (Valenciennes, 1847)
- Prognichthys glaphyrae Parin, 1999
- Prognichthys occidentalis Parin, 1999
- Prognichthys sealei Abe, 1955
- Prognichthys tringa Breder, 1928